# Таныгин, Гавриил Фёдорович
Гаври́ил Фёдорович Таны́гин (26 января 1931, Татаренер, Новоторъяльский район, Марийская автономная область, Горьковский край, РСФСР, СССР — 30 июня 2015, Йошкар-Ола, Марий Эл, Россия) — марийский советский и российский деятель культуры, дирижёр, педагог. Главный дирижёр, главный хормейстер Марийского театра оперы и балеты имени Э. Сапаева. Главный дирижёр-постановщик первой марийской оперы «Акпатыр» (1963). Заслуженный деятель искусств РСФСР (1970).

## Биография
Родился 26 января 1931 года в дер. Татаренер ныне Новоторъяльского района Марий Эл в бедной крестьянской семье. Рано осиротел. 
В 1947 году окончил Немдинскую среднюю школу в родном районе. В 1951 году окончил оркестровое отделение музыкального училища имени И.С. Палантая в Йошкар-Оле (по классу валторны), в 1957 году — Московскую государственную консерваторию (валторнист, дирижёр).
В 1957 году направлен в Якутию: руководитель хора радио и телевидения, дирижёр Якутского музыкально-драматического театра. В 1962 году присвоено почётное звание «Заслуженный артист Якутской АССР».
В 1963 году вернулся в Йошкар-Олу: главный дирижёр-постановщик первой марийской оперы Э. Сапаева «Акпатыр» в Марийском музыкальном театре. В 1964 году поступил в аспирантуру при Казанской консерватории по классу симфонического дирижирования. Затем был художественным руководителем ансамбля песни и пляски «Марий Эл», в 1966—1967 годах — главным дирижёром Марийского музыкально-драматического театра имени М. Шкетана. В эти годы в его репертуаре были: оперы «Травиата» Дж. Верди и «Евгений Онегин» П. Чайковского, оперетты «Летучая мышь» И. Штрауса и «Цыганская любовь» Ф. Легара, балеты «Жизель» А. Адана и «Барышня и хулиган» Д. Шостаковича. В 1968 году ему вместе Р. Розенбергом было поручено формирование творческой труппы нового Марийского музыкально-драматического театра. Участвовал в постановке второй марийской оперы «Элнет» И. Молотова (1971). 
С 1974 года работал художественным руководителем Марийской государственной филармонии, а с 1981 года — преподавателем и директором Йошкар-Олинского музыкального училища имени И. С. Палантая.
С 1983 года — главный хормейстер Марийского театра оперы и балета имени Э. Сапаева. В 2001 году был дирижёром-постановщиком оперы «Алдиар» Э. Архиповой.
В 1963 году он стал заслуженным деятелем искусств Марийской АССР. В 1970 году присуждена Государственная премия Марийской АССР, а за заслуги в области музыкального искусства присвоено почётное звание «Заслуженный деятель искусств РСФСР». 
Скончался 30 июня 2015 года в Йошкар-Оле. 

## Признание
- Заслуженный деятель искусств РСФСР (1.11.1970)[1][2][3][4]
- Заслуженный деятель искусств Марийской АССР (1963)[1][2][3][4]
- Заслуженный артист Якутской АССР (1962)[1][2][3][4]
- Государственная премия Марийской АССР (1970)[1][2][3][4]
- Национальная театральная премия имени Йывана Кырли (2001) — за постановку оперы «Алдиар» Э. Архиповой[3][4]
- Юбилейная медаль «В ознаменование 100-летия со дня рождения Владимира Ильича Ленина»
- Почётная грамота Верховного Совета Марийской АССР (1965)[1][2]

## Память
26 января 2019 года в д. Немда-Обалыш Новоторъяльского района Марий Эл на здании школы, где в 1944—1947 годах учился дирижёр Г. Таныгин, в память о нём была открыта мемориальная доска. 